# Jiang Chao
Jiang Chao (chino simplificado: 姜潮) también conocido como Jo Jiang, es un actor y cantante chino. 

## Biografía
Se graduó de la Academia de Música Contemporánea en Beijing (en inglés: "Beijing Contemporary Music Academy").
Comenzó a salir con la actriz Madina Memet, la pareja anunció que estaban esperando a su primer bebé juntos en el 2019. En mayo del mismo año anunciaron se compromiso y más tarde se casaron. En mayo del mismo año le dieron la bienvenida a su hijo Jiang Daniel y el 10 de septiembre de 2021, le dieron la bienvenida a su hija.

## Carrera
Es medio de la agencia "EE-Media".
En el 2010 fue ganador de un concurso de canto llamado "Super Boy".
En el 2013 participó como actor en las películas Tiny Times y Tiny Times 2 donde interpretó a Xi Cheng, el abusivo novio de Nan Xiang (Bea Hayden).
En el 2014 se unió al elenco de la película Tiny Times 3 (小时代3：刺金时代) donde volvió a dar vida a Xi Cheng. 
Papel que volvió a interpretar en la película Tiny Times 4 en el 2015.
En el 2016 se unió al elenco de la serie Ice Fantasy (幻城) donde interpretó a Xin Jue, el segundo príncipe de la tribu Fuego (en inglés: "Fire").
En junio del mismo año se unió al elenco de la película So I Married An Anti-fan (所以......和黑粉结婚了) donde interpretó a la estrella Gao Xiang, el amigo y colega de la estrella Hoo Joon (Park Chanyeol).
El 23 de noviembre del mismo año se unió al elenco principal de la serie web Suddenly Seventeen (28岁未成年) donde dio vida a Mao Liang.
El 5 de abril del 2017 se unió al elenco principal de la serie web The Fox's Summer (狐狸的夏天) donde interpretó a Gu Chengze, el nieto adoptado de la familia Gu y el CEO de "Gu Mall Corporation" que tiene un trastorno obsesivo-compulsivo, hasta el final de la serie el 5 de junio del mismo año.
El 13 de mayo del mismo año apareció como invitado en el programa de variedades Happy Camp junto a Bai Ke, Yang Xuwen, Han Geng y Xu Haiqiao. Posteriormente apareció nuevamente en el programa el 14 de octubre del mismo año junto a Zhang Ruoyun, Ma Ke, Niu Junfeng, Hou Minghao, Xiong Ziqi, Lü Xiaoyu, Yu Meihong, Li Zixuan, y finalmente su última aparición fue el 25 de noviembre del mismo año, ahora junto a Leon Zhang, Chen Bolin, Sha Yi, Zhang Dada, Yang Shuo y Lin Yun.
El 23 de enero del 2018 se unió al elenco principal de la serie To Love, To Heal (我站在桥上看风景) donde dio vida a Zhang Zhenglan, el jefe de una compañía de juegos que se enamora de la profesora Xiao Shuiguang (Li Xirui), hasta el final de la serie el 28 de marzo del mismo año.
El 21 de octubre del 2019 se unió al elenco principal de la serie My Robot Boyfriend (我的机器人男友) donde interpretó al robot Mo Bai, hasta el final de la serie el 4 de diciembre del mismo año.
En el 2020 se unirá al elenco de la serie Blood Youth (también conocida como "Young Shield") donde dará vida a Lu Hao.

## Filmografía

### Series de televisión
| Año           | Título                                  | Personaje        | Notas                       |
| ------------- | --------------------------------------- | ---------------- | --------------------------- |
| 2020-presente | Blood Youth (少年盾)                    | Lu Hao           |                             |
| 2019          | My Robot Boyfriend (我的机器人男友)     | Mo Bai           | 42 episodios                |
| 2019          | Hero Dog 3 (神犬小七第三季)             | Bian Mu          | 43 episodios                |
| 2018          | To Love, To Heal (我站在桥上看风景)     | Zhang Zhenglan   | 40 episodios                |
| 2017          | Legend of Kai Fengfu (开封府传奇)       | Song Renzong     |                             |
| 2017          | The Fox's Summer (狐狸的夏天)           | Gu Chengze       | 44 episodios - (web-series) |
| 2016          | Suddenly Seventeen (28岁未成年)         | Mao Liang        | 26 episodios - (web-series) |
| 2016          | Ice Fantasy (幻城)                      | Príncipe Xin Jue |                             |
| 2015          | Jiu Xing Tian Chen Jue (九星天辰诀)     | Ye Chen          | (web-series)                |
| 2015          | Seven Friends (七个朋友)                | Ah Hu            | (cameo)                     |
| 2014          | Si Da Meng Bu (四大萌捕)                | Adivino          | (web-series)                |
| 2014          | The Legend of Bubai Monk (布袋和尚新傳) | Da Peng          |                             |
| 2014          | Wonder Lady 3 (极品女士 3)              | -                |                             |
| 2013          | Wonder Lady 2 (極品女士第二季)          | -                | (cameo)                     |
| 2013          | Runaway Sweetheart (落跑甜心)           | Na Te            |                             |
| 2012          | Chong Ba Zai Nan (冲吧宅男)             | -                |                             |
| 2011          | Hold Your Youth                         | Zheng Yu         | 10 episodios                |
| 2011          | Hello Summer (夏日甜心)                 | -                | 8 episodios                 |

### Películas
| Año  | Película                                                                | Personaje        | Notas          |
| ---- | ----------------------------------------------------------------------- | ---------------- | -------------- |
| 2020 | Red Fox Scholar                                                         | -                |                |
| 2020 | Love Story in London (岁月忽已暮)                                       | Gu Xinlie        |                |
| 2020 | Wonderful Friends (奇妙的朋友之萌爱)                                    | -                |                |
| 2017 | Love Forever (我們遇見松花湖)                                           | Chen Jinlin      |                |
| 2017 | Young Pea (青春逗)                                                      | Lin Hanjie       |                |
| 2016 | Blood Paint (杀人魔画)                                                  | Zhou Haipeng     | (película web) |
| 2016 | Cupid Arrow (爱神箭)                                                    | Fang Qihua       | (cameo)        |
| 2016 | For Love to Let Go (为爱放手)                                           | Tan Yao          |                |
| 2016 | So I Married An Anti-fan (所以......和黑粉结婚了)                       | Gao Xiang        |                |
| 2016 | Love Studio (同城邂逅)                                                  | Yun Fan          |                |
| 2016 | Bao Zou Xiong Di VS Da Zhan Jiang Shi Gu Huo Zai (暴走兄弟VS殭屍古惑仔) | Xiao Jun         | (película web) |
| 2016 | Money and Love (恭喜發財之談錢說愛)                                     | Hombre Desnudo   | (cameo)        |
| 2015 | Close Ladies (闺蜜心窍)                                                 | Li Tianlin       |                |
| 2015 | Only You (非你勿扰)                                                     | Gu Ming          |                |
| 2015 | Tiny Times 4 (小时代4：灵魂尽头)                                        | Xi Cheng         |                |
| 2015 | Unforgettable Blast (迷与狂)                                            | Ye Xiao          |                |
| 2014 | Tiny Times 3 (小时代3：刺金时代)                                        | Xi Cheng         |                |
| 2014 | Forever Love (201413)                                                   | Luo Ke / Zhou Mo |                |
| 2014 | The Girl (校花驾到)                                                     | Yu Haoran        | (película web) |
| 2014 | Haunted Road (怨灵)                                                     | Hua Zi           |                |
| 2013 | Tiny Times 2 (小时代2：青木时代)                                        | Xi Cheng         |                |
| 2013 | Tiny Times (小时代)                                                     | Xi Cheng         |                |
| 2013 | One Night in Chengdu (成都一夜)                                         | Jiang Chao       |                |
| 2012 | Grave encounter 2                                                       | Peter Chao       |                |
| 2012 | Youth Hormones (青春荷尔蒙)                                             | Jiang Chao       |                |
| 2011 | An Quan Gan (安全感)                                                    | Liu Chen         | (corto)        |

### Apariciones en programas
| Año           | Programa               | Notas                  |
| ------------- | ---------------------- | ---------------------- |
| 2020          | I Am An Actor Season 3 | concursante            |
| 2019-presente | Welcome New Life       | junto a Madina Memet   |
| 2017          | Happy Camp             | 5 episodios - invitado |

### Revistas / sesiones fotográficas
| Año  | Revista            | Notas                                          |
| ---- | ------------------ | ---------------------------------------------- |
| 2019 | Link Magazine      | junto a Madina Memet                           |
| 2019 | Chic Banana        | junto a Madina Memet                           |
| 2019 | Celebrity Magazine | junto a Madina Memet - (publicación de agosto) |
| 2019 | Cosmopolitan China | junto a Madina Memet                           |
| 2019 | Cosmo Bride China  | junto a Madina Memet                           |

## Discografía
| Año  | Canción                                   | Álbum                       | Notas |
| ---- | ----------------------------------------- | --------------------------- | ----- |
| 2013 | "Get Lost" (迷路)                         | -                           |       |
| 2012 | "Youth Rain Clears Up" (青春雨放晴)       | OST de "Youth Hormones"     |       |
| 2012 | "Happiness in a Hundred Miles" (幸福百米) | OST de "Runaway Sweetheart" |       |
| 2010 | "Let Us Love" (讓我們相愛)                | "My Stage"                  |       |

## Premios y nominaciones
| Año  | Categoría                       | Premio                           | Serie            | Resultado |
| ---- | ------------------------------- | -------------------------------- | ---------------- | --------- |
| 2017 | Most Popular Actor (web-series) | 2nd Asia New Media Film Festival | The Fox's Summer | Ganó      |